# 張志新
張 志新（ちょう ししん、1930年12月5日 - 1975年4月4日）は、中華人民共和国の政治家。中国共産党党員で遼寧省党委宣伝部幹事を務めた。文化大革命の最中にあった1969年、毛沢東を批判したため6年間にわたって監禁された後に処刑された。

## 生涯
1950年に天津市第一女子中学（現在の天津市海河中学）を卒業し、天津師範学院教育学部に進学。朝鮮戦争が始まると「抗美援朝，保家衛国（アメリカに対抗し、家庭を保ち国を守る）」のスローガンに応え中国人民志願軍に参加、軍事幹部学校に入る。この頃後に夫となる曽真と知り合う。ロシア語の通訳が必要となり、中国人民大学でロシア語を学習。1952年に繰り上げ卒業となり、同校ロシア語学科資料室に配属される。曽真は当時人大哲学学部の団委書記で、1955年の国慶節に結婚。12月に中国共産党入党。1957年、夫婦そろって瀋陽に配置転換となり、遼寧省委機関幹部となる。ここで2人の娘を産む。1962年、省党委宣伝部幹事となる。
文化大革命で毛沢東の個人崇拝が高まり、毛に対する批判は反革命として逮捕されるなどその頂点に達していた1969年8月、毛沢東路線は正しいとしながら「社会主義革命と社会主義建設の段階で、毛主席も誤りを犯した。大躍進に現れているように、客観的条件に基づかず、一部の問題で客観的な条件を超え、革命論を強調し続け、革命発展段階論を軽視した」と科学的見地からの政策決定や、謙虚、民主主義が欠乏し、左傾していると批判した。この意見を発表するとまもなく逮捕された。1970年5月、死刑判決が出たが、反面教師として生かすために8月に無期懲役とされる。瀋陽の強制労働改造施設に送られ、獄内では虐待を受け毒を注射されることもあったという。
曽真は農村戸籍に移され、瀋陽から2人の子供をつれて移動する。曽真は1971年に離婚届を書かされ、後に張志新にも写しが手渡されたが、彼女は1969年1月に遺書を記して自殺を図った際に「離婚するつもりだ」と話しており、このときも「離婚するかどうかは、既に意味がない」と答えた。ただ、夫に2人の子供を託し、夫の身を案じる手紙を書いている。この手紙は1979年になってようやく夫が目にするところとなった。
1973年11月16日、「林彪と孔子（と周恩来）がおこなった極右路線を批判する大会」（文化大革命#批林批孔運動を参照）で、精神異常をきたしていた張志新は「極右路線の総元は毛沢東」と叫んだ。これが決定打となり、「反動の立場を頑固に守っている」「労働改造の中でも更に犯罪を犯した」として即時の死刑判決が下された。1975年2月26日、遼寧省党委常務委員拡大会議で張志新の件が話しあわれた。毛遠新省党委書記ら17人が出席し、「一日生かせば一日反革命をやる。殺せば済むことだ」と発言。2月27日、この会議の決定に基づき、遼寧省高級人民法院は瀋陽市中級人民法院に死刑執行を命じた。彼女が精神異常であるかは問題にされなかった。
1975年4月4日、死刑が執行された。刑場に連れてこられても「反革命」的な発言をしていたため気管を切断して声を出せなくしてから処刑したことになっているが、近年一部の研究者から異議が出ている。1979年3月、遼寧省党委は名誉を回復し、烈士とされた。